# Leif Øgaard
Leif Øgaard (nascut el 5 de gener de 1952) és un jugador d'escacs noruec. Fou el novè noruec que aconseguí el títol de Gran Mestre.
A la llista d'Elo de la FIDE del febrer de 2022, hi tenia un Elo de 2356 punts, cosa que en feia el jugador número 29 (en actiu) de Noruega. El seu màxim Elo va ser de 2419 punts, a la llista de l'octubre de 2007.

## Resultats destacats en competició
Øgaard ha guanyat el Campionat de Noruega d'escacs cinc vegades, els anys 1974, 1975, 1979, 1985 i 1993. Va obtenir el títol de Mestre Internacional el 1974. El 1981 i el 1982, Øgaard va guanyar dos tornejos a Gausdal, cadascun dels quals li va donar una norma de GM. La seva tercera i última norma de GM va ser guanyada al campionat d'escacs per equips noruec el 2006-2007, i va esdevenir així la primera persona en fer dues normes de GM amb una diferència de 25 anys, així com un dels jugadors més grans en ser guardonat amb el títol de Gran Mestre. El títol de GM va ser finalment aprovat a la reunió de la junta presidencial de la FIDE a Tallinn del 22 al 24 de juny de 2007. Øgaard és membre del club d'escacsOslo Schackselskap.